# Erbenhausen (Fronhausen)
Erbenhausen ist ein Ortsteil der Gemeinde Fronhausen im Landkreis Marburg-Biedenkopf in Mittelhessen. Der Ort liegt östlich von Fronhausen.

## Geschichte

### Ortsgeschichte
Die älteste bekannte schriftliche Erwähnung von Erbenhausen erfolgte unter dem Namen Erbenhusen im Codex Eberhardi und wird in die Zeit 917–923 datiert.
Früher gehörte das Dorf zum Gericht Ebsdorf, das Hessen als Mainzisches Lehen von 1249 bis 1802 besaß.
Im Zuge der Gebietsreform in Hessen erfolge am 1. Juli 1974 kraft Landesgesetz der Zusammenschluss der bis dahin selbstständigen Gemeinden Bellnhausen, Erbenhausen, Fronhausen mit Sichertshausen, Hassenhausen, Holzhausen und Oberwalgern zur neuen Großgemeinde Fronhausen.
Für alle ehemals eigenständigen Gemeinden von Fronhausen wurden Ortsbezirke gebildet.

### Verwaltungsgeschichte im Überblick
Die folgende Liste zeigt die Staaten und Verwaltungseinheiten, denen Erbenhausen angehört(e):
- vor 1567: Heiliges Römisches Reich, Landgrafschaft Hessen, Gericht Ebsdorf (Gericht Ebsdorf bestand aus den Orten: Ebsdorf, Leidenhofen, Hachborn, Erbenhausen, Hassenhausen, Ilschhausen, Roßberg, Dreihausen, Möln und Heskem)[7]
- ab 1567: Heiliges Römisches Reich, Landgrafschaft Hessen-Marburg, Amt Marburg, Gericht Ebsdorf[8]
- 1604–1648: Heiliges Römisches Reich, strittig zwischen Landgrafschaft Hessen-Darmstadt und Landgrafschaft Hessen-Kassel (Hessenkrieg), Amt Marburg, Gericht Ebsdorf
- ab 1648: Heiliges Römisches Reich, Landgrafschaft Hessen-Kassel, Amt Marburg, Gericht Ebsdorf
- ab 1786: Heiliges Römisches Reich (bis 1806), Landgrafschaft Hessen-Kassel, Amt Treis an der Lumbde, Gericht Ebsdorf[Anm. 2]
- ab 1806: Kurfürstentum Hessen, Amt Treis an der Lumbde, Gericht Ebsdorf
- 1807–1813: Königreich Westphalen, Departement der Werra, Distrikt Marburg, Kanton Ebsdorf
- ab 1815: Kurfürstentum Hessen,  Amt Treis an der Lumbde, Gericht Ebsdorf[9]
- ab 1821: Kurfürstentum Hessen, Provinz Oberhessen, Landkreis Marburg[10][Anm. 3]
- ab 1848: Kurfürstentum Hessen, Bezirk Marburg
- ab 1851: Kurfürstentum Hessen, Provinz Oberhessen, Landkreis Marburg
- ab 1867: Norddeutscher Bund[Anm. 4], Königreich Preußen, Provinz Hessen-Nassau, Regierungsbezirk Kassel, Landkreis Marburg
- ab 1871: Deutsches Reich,  Königreich Preußen, Provinz Hessen-Nassau, Regierungsbezirk Kassel, Landkreis Marburg
- ab 1918: Deutsches Reich, Freistaat Preußen, Provinz Hessen-Nassau, Regierungsbezirk Kassel, Landkreis Marburg
- ab 1944: Deutsches Reich, Freistaat Preußen, Provinz Kurhessen, Landkreis Marburg
- ab 1945: Amerikanische Besatzungszone, Groß-Hessen, Regierungsbezirk Kassel, Landkreis Marburg
- ab 1946: Amerikanische Besatzungszone, Hessen, Regierungsbezirk Kassel, Landkreis Marburg
- ab 1949: Bundesrepublik Deutschland, Hessen, Regierungsbezirk Kassel, Landkreis Marburg
- ab 1974: Bundesrepublik Deutschland, Hessen, Regierungsbezirk Kassel, Landkreis Marburg-Biedenkopf, Gemeinde Fronhausen[Anm. 5]
- ab 1981: Bundesrepublik Deutschland, Hessen, Regierungsbezirk Gießen, Landkreis Marburg-Biedenkopf, Gemeinde Fronhausen

### Gerichte seit 1821
Mit Edikt vom 29. Juni 1821 wurden in Kurhessen Verwaltung und Justiz getrennt. Nun waren Justizämter für die erstinstanzliche Rechtsprechung zuständig, die Verwaltung wurde von Kreisen übernommen. In Marburg wurde der Kreis Marburg für die Verwaltung eingerichtet und das Landgericht Marburg war als Gericht in erster Instanz für Erbenhausen zuständig. 1850 wurde das Landgericht in Justizamt Marburg umbenannt. Das Oberste Gericht war das Oberappellationsgericht in Kassel. Untergeordnet war das Obergericht Marburg für die Provinz Oberhessen. Es war die zweite Instanz für die Justizämter. Mit dem Gesetz über die Neugliederung von Untergerichtsbezirken vom 13. Juli 1833 wurde Erbenhausen dem Justizamt Treis an der Lumda zugewiesen.
Nach der Annexion Kurhessens durch Preußen wurde durch einen Gebietstausch Treis an das Großherzogtum Hessen abgetreten, Ebsdorf wurde dem Justizamt Marburg zugeschlagen das jetzt zum königlich Preußischen Amtsgericht Marburg wurde.
Im Juni 1867 erging eine königliche Verordnung, die die Gerichtsverfassung in den zum vormaligen Kurfürstentum Hessen gehörenden Gebietsteilen neu ordnete. Die bisherigen Gerichtsbehörden sollten aufgehoben und durch Amtsgerichte in erster, Kreisgerichte in zweiter und ein Appellationsgericht in dritter Instanz ersetzt werden. Im Zuge dessen erfolgte am 1. September 1867 die Umbenennung des bisherigen Justizamtes in Amtsgericht Marburg. Die Gerichte der übergeordneten Instanzen waren das Kreisgericht Marburg und das Appellationsgericht Kassel.
Auch mit dem Inkrafttreten des Gerichtsverfassungsgesetzes von 1879 blieb das Amtsgericht unter seinem Namen bestehen. Im Jahre 1948 wurde Erbenhausen dem Amtsgericht Kirchhain zugeordnet.
In der Bundesrepublik Deutschland sind die übergeordneten Instanzen das Landgericht Marburg, das Oberlandesgericht Frankfurt am Main sowie der Bundesgerichtshof als letzte Instanz.

## Bevölkerung

### Einwohnerstruktur 2011
Nach den Erhebungen des Zensus 2011 lebten am Stichtag dem 9. Mai 2011 in Erbenhausen 63 Einwohner. Darunter waren keine Ausländer.
Nach dem Lebensalter waren 9 Einwohner unter 18 Jahren, 21 zwischen 18 und 49, 18 zwischen 50 und 64 und 15 Einwohner waren älter.
Die Einwohner lebten in 27 Haushalten. Davon waren 6 Singlehaushalte, 6 Paare ohne Kinder und 12 Paare mit Kindern, sowie keine Alleinerziehende und keine Wohngemeinschaften. In 3 Haushalten lebten ausschließlich Senioren und in 15 Haushaltungen lebten keine Senioren.

### Einwohnerentwicklung
| Quelle: Historisches Ortslexikon |                                                                         |
| • 1577:                          | 4 Hausgesesse                                                           |
| • 1630:                          | 1 dreispännige, 3 zweispännige Ackerleute                               |
| • 1639:                          | 4 Hausgesesse                                                           |
| • 1681:                          | 4 hausgesessene Mannschaften                                            |
| • 1747:                          | 7 Hausgesesse                                                           |
| • 1838:                          | Familien: 5 nutzungsberechtigte, 1 nicht nutzungsberechtigte Ortsbürger |

| Erbenhausen: Einwohnerzahlen von 1774 bis 2014 | Erbenhausen: Einwohnerzahlen von 1774 bis 2014 | Erbenhausen: Einwohnerzahlen von 1774 bis 2014 | Erbenhausen: Einwohnerzahlen von 1774 bis 2014 | Erbenhausen: Einwohnerzahlen von 1774 bis 2014 |
| --- | ---------------------------------------------- | ---------------------------------------------- | ---------------------------------------------- | ---------------------------------------------- |
| Jahr |                                                |                                                |                                                | Einwohner                                      |
| 1774 | 1774                                           |                                                | 50                                             | 50                                             |
| 1800 | 1800                                           |                                                | ?                                              | ?                                              |
| 1834 | 1834                                           |                                                | 49                                             | 49                                             |
| 1840 | 1840                                           |                                                | 47                                             | 47                                             |
| 1846 | 1846                                           |                                                | 52                                             | 52                                             |
| 1852 | 1852                                           |                                                | 53                                             | 53                                             |
| 1858 | 1858                                           |                                                | 49                                             | 49                                             |
| 1864 | 1864                                           |                                                | 53                                             | 53                                             |
| 1871 | 1871                                           |                                                | 48                                             | 48                                             |
| 1875 | 1875                                           |                                                | 48                                             | 48                                             |
| 1885 | 1885                                           |                                                | 53                                             | 53                                             |
| 1895 | 1895                                           |                                                | 48                                             | 48                                             |
| 1905 | 1905                                           |                                                | 57                                             | 57                                             |
| 1910 | 1910                                           |                                                | 64                                             | 64                                             |
| 1925 | 1925                                           |                                                | 73                                             | 73                                             |
| 1939 | 1939                                           |                                                | 61                                             | 61                                             |
| 1946 | 1946                                           |                                                | 90                                             | 90                                             |
| 1950 | 1950                                           |                                                | 84                                             | 84                                             |
| 1956 | 1956                                           |                                                | 77                                             | 77                                             |
| 1961 | 1961                                           |                                                | 69                                             | 69                                             |
| 1967 | 1967                                           |                                                | 65                                             | 65                                             |
| 1980 | 1980                                           |                                                | ?                                              | ?                                              |
| 1990 | 1990                                           |                                                | ?                                              | ?                                              |
| 2000 | 2000                                           |                                                | ?                                              | ?                                              |
| 2009 | 2009                                           |                                                | 71                                             | 71                                             |
| 2011 | 2011                                           |                                                | 63                                             | 63                                             |
| 2014 | 2014                                           |                                                | 58                                             | 58                                             |
| Datenquelle: Historisches Gemeindeverzeichnis für Hessen: Die Bevölkerung der Gemeinden 1834 bis 1967. Wiesbaden: Hessisches Statistisches Landesamt, 1968. Weitere Quellen: LAGIS; ab 2000 Gemeinde Fronhausen; Zensus 2011 |                                                |                                                |                                                |                                                |

### Historische Religionszugehörigkeit
| Quelle: Historisches Ortslexikon |                                                                  |
| • 1861:                          | alle Einwohner evangelisch-lutherisch                            |
| • 1885:                          | 53 evangelische (= 100 %)                                        |
| • 1961:                          | 62 evangelische (= 89,86 %), 7 katholische (= 10,14 %) Einwohner |

### Historische Erwerbstätigkeit
| Quelle: Historisches Ortslexikon | |
| • 1774:                          | 50 Einwohner (alle Bewohner Ackerleute)                                                                                          |
| • 1838:                          | Familien: 6 Ackerbau. |
| • 1961:                          | Erwerbspersonen: 29 Land- und Forstwirtschaft, 9 Produzierendes Gewerbe, 2 Handel und Verkehr, 3 Dienstleistungen und Sonstiges. |

## Politik
Für Erbenhausen besteht ein Ortsbezirk mit Ortsbeirat und Ortsvorsteher nach der Hessischen Gemeindeordnung. Er umfasst das Gebiet der ehemaligen Gemeinde Erbenhausen.
Der Ortsbeirat Erbenhausen  besteht aus drei Mitgliedern. Bei den Kommunalwahlen in Hessen 2021 betrug die Wahlbeteiligung zum Ortsbeirat 89,13 %. Alle Kandidaten gehörten der Liste „Gemeinwohl Erbenhausen“ an. Der Ortsbeirat wählte Elke Weitzel zur Ortsvorsteherin.